# PSI

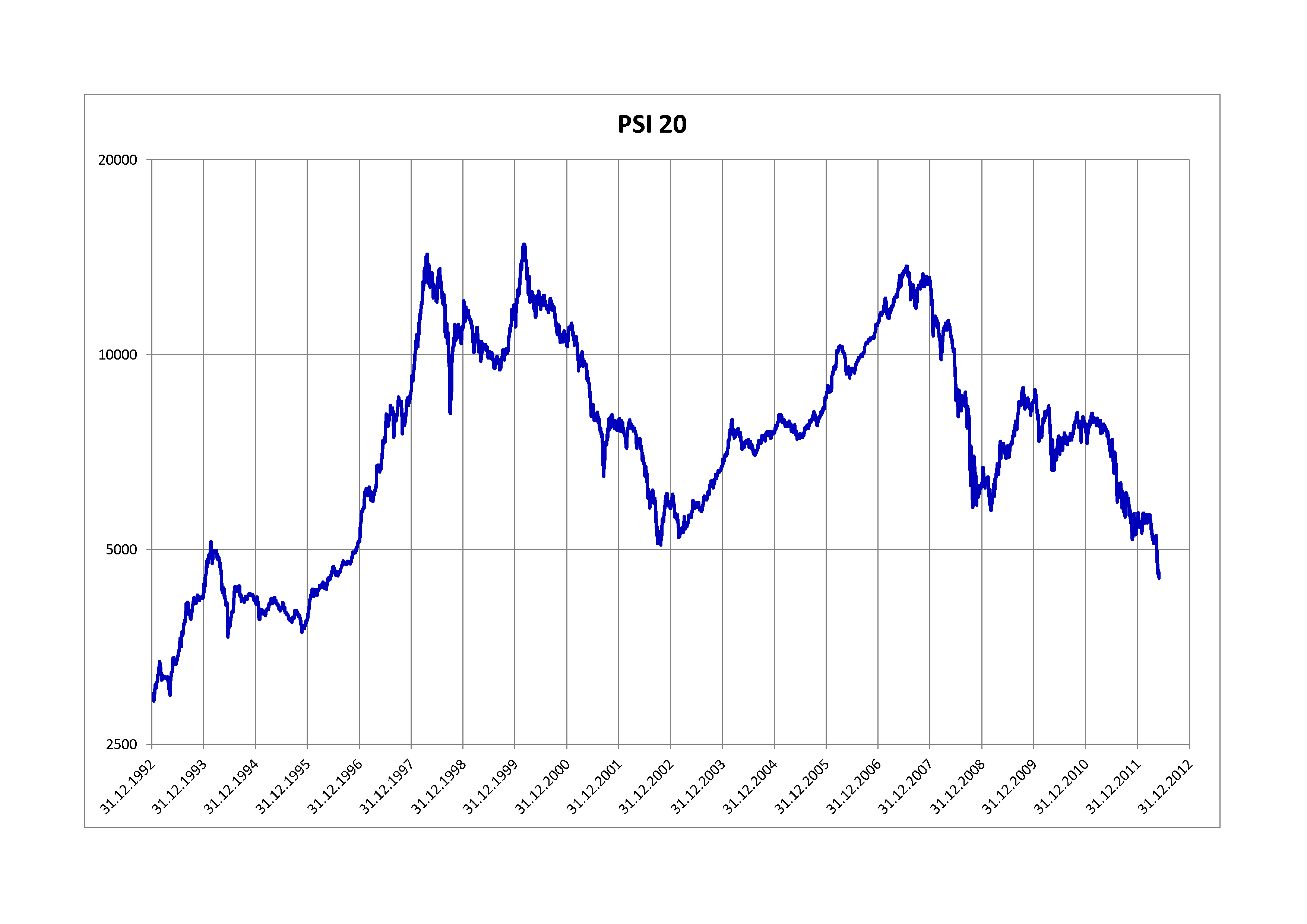
Verloop van de PSI-20 tussen 1992 en 2012

De PSI is de beursindex van Portugal. De afkorting staat voor Portuguese Stock Index.

## Samenstelling
Het is een naar marktkapitalisatie gemeten index. Er was een minimaal aantal van 18 bedrijven, maar deze eis is vervallen met een herziening van de index in maart 2022. De weging van de aandelen in de index wordt bepaald door de beurswaarde en de free float. Een deelnemer in de index moet ten minste een free float marktwaarde hebben van 75 miljoen euro en ten minste 100 miljoen euro om opgenomen te worden in de index. Het maximale gewicht van een fonds bij de herweging is 12%.
In maart 2024 bestond de index uit 16 bedrijven. De gezamenlijke marktkapitalisatie was 70 miljard euro. De grootste sector was nutsbedrijven met een gewicht van 33%, gevolgd door niet-duurzame consumptiegoederen (16%) en financiële diensten met 13%. Het is een zeer geconcentreerde index en de vijf grootste bedrijven hebben een totaal gewicht van 60% in de index.
In april 2024 was de samenstelling als volgt:
| Fonds                      | Sector                           | Symbool |
| -------------------------- | -------------------------------- | ------- |
| Altri SGPS                 | Industriële goederen en diensten | ALTR    |
| Banco Comercial Português  | Bankwezen                        | BCP     |
| Corticeira Amorim          | Voedingsmiddelen                 | COR     |
| CTT Correios de Portugal   | Industriële goederen en diensten | CTT     |
| Energias de Portugal (EDP) | Energie                          | EDP     |
| EDP Renovaveis             | Hernieuwbare energie             | EDPR    |
| Galp Energia               | Olie en gas                      | GALP    |
| Ibersol                    | Reisbureau                       | IBS     |
| Jerónimo Martins           | Detailhandel                     | JMT     |
| Mota-Engil                 | Bouw                             | EGL     |
| NOS SGPS                   | Media                            | NOS     |
| Greenvolt                  | Hernieuwbare energie             | GVOLT   |
| REN                        | Energie                          | RENE    |
| Semapa                     | Bouw                             | SEM     |
| Sonae                      | Detailhandel                     | SON     |
| The Navigator Company      | Pulp en papier                   | NVG     |

 AEX ·  ATX ·  BEL 20 ·  BET-20 ·  BIRS ·  BUX ·  CAC 40 ·  CROBEX ·  DAX ·  FTSE 100 ·  FTSE MIB ·  IBEX ·  Iceland 15 ·  ISEQ ·  LuxX ·  OMX Copenhagen 20 ·  OMX Helsinki 25 ·  OMX Stockholm 30 ·  OBX ·  PSI ·  PX Index ·  SAX ·  SMI ·  WIG 20